# Бюнюс
Бюню́с (фр. Bunus) — коммуна во Франции, находится в регионе Новая Аквитания. Департамент — Атлантические Пиренеи. Входит в состав кантона Пеи-де-Бидаш, Амикюз и Остибар. Округ коммуны — Байонна.
Код INSEE коммуны — 64150.

## География

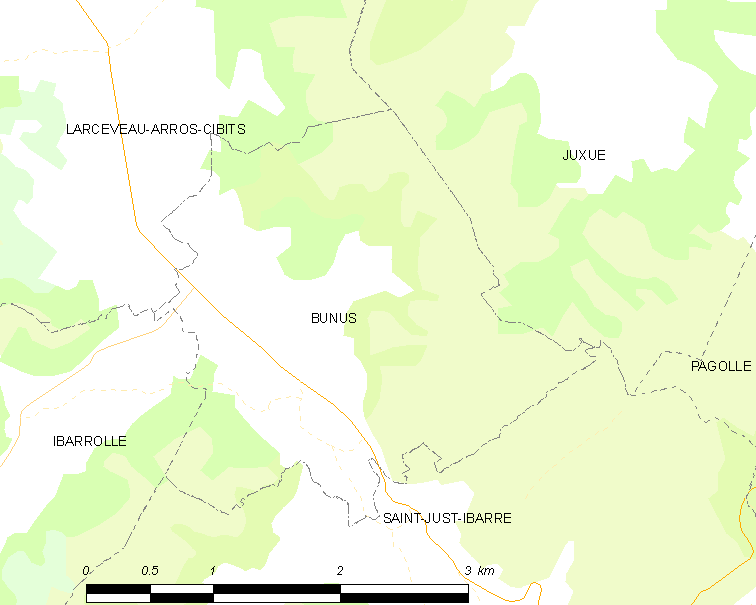
Карта коммуны

Коммуна расположена приблизительно в 680 км к юго-западу от Парижа, в 185 км южнее Бордо, в 60 км к западу от По.
По территории коммуны протекает река Бидуз.

## Климат
Климат тёплый океанический. Зима мягкая, средняя температура января — от +5°С до +13°С, температуры ниже −10 °C бывают редко. Снег выпадает около 15 дней в году с ноября по апрель. Максимальная температура летом порядка 20-30 °C, выше 35 °C бывает очень редко. Количество осадков высокое, порядка 1100 мм в год. Характерна безветренная погода, сильные ветры очень редки.

## Население
Население коммуны на 2010 год составляло 152 человека.
| 1962 | 1968 | 1975 | 1982 | 1990 | 1999 | 2010 |
| ---- | ---- | ---- | ---- | ---- | ---- | ---- |
| 189  | 189  | 173  | 162  | 151  | 139  | 152  |

## Администрация
| Период | Период | Фамилия         | Партия | Примечания |
| ------ | ------ | --------------- | ------ | ---------- |
| 1995   | 2001   | Лоран Итюрральд |        |            |
| 2001   | 2008   | Жан-Мари Астаби |        |            |
| 2008   | 2020   | Эрик Итюрральд  |        |            |

## Экономика
В 2010 году среди 102 человек трудоспособного возраста (15-64 лет) 80 были экономически активными, 22 — неактивными (показатель активности — 78,4 %, в 1999 году было 75,0 %). Из 80 активных жителей работали 74 человека (40 мужчин и 34 женщины), безработных было 6 (3 мужчин и 3 женщины). Среди 22 неактивных 9 человек были учениками или студентами, 5 — пенсионерами, 8 были неактивными по другим причинам.

## Достопримечательности
- Церковь Св. Иоанна Крестителя (XVIII век)[4]